# Olaus Nyberg
Jonas Olaus Nyberg (i riksdagen kallad Nyberg i Karlskrona), född 16 november 1910 i Jättendal, död 9 mars 1989 i Värnamo, var en svensk journalist och riksdagsman (folkpartist).

## Karriär
Olaus Nyberg, som kom från en bondefamilj, var i ungdomen jordbruks- och skogsarbete samt målare. Han övergick sedan till journalistik och var medarbetare i Hudiksvalls Nyheter 1936-1944 och Blekinge Läns Tidning 1944-1968, från 1956 som tidningens andreredaktör.
Han var ordförande i folkpartiets länsförbund i Blekinge län 1959-1968 och var också ledamot i Karlskrona stadsfullmäktige 1954-1962. Han var vidare ledamot i landstingsfullmäktige 1953-1982, åren 1963-1982 som fullmäktiges vice ordförande.
Han var riksdagsledamot i andra kammaren för Blekinge läns valkrets 1949-1956 samt 1958-1968. I riksdagen var han ledamot i tredje lagutskottet 1953-1956 och 1961-1968. Han var särskilt engagerad i försvarspolitik samt fiske- och sjöfartsfrågor. Han skrev 128 egna motioner i riksdagen bland annat om försvaret och dess anställda, fiske och sjöfart men även frågor som berör grundlagen som kvinnlig tronföljd.